# Bella ciao
«Bella ciao» («Adiós, bella» en español) es una canción popular italiana que fue adoptada como un himno de la Resistencia italiana. Fue utilizada por los partisanos italianos (constituidos por socialistas, comunistas, liberales y anarquistas) entre 1943 y 1945 que formaban parte de la Resistencia italiana, la resistencia de los italianos contra las fuerzas alemanas nazis que ocupaban Italia, y la lucha partidista contra la República Social Italiana fascista y sus aliados nazis. «Bella ciao» se usa en todo el mundo como un himno antifascista de libertad y resistencia. Se cree que la canción tiene orígenes mucho más antiguos, ya que algunas fuentes los sitúan en las dificultades de las mujeres mondina, las trabajadoras de arrozales de finales del siglo XIX que la cantaban como una protesta contra las duras condiciones de trabajo en los campos de arroz en el norte de Italia.

## Origen
«Bella ciao» es una canción popular cantada por los simpatizantes del movimiento partisano italiano durante la Segunda Guerra Mundial, cuando luchaban contra las tropas fascistas y nazis. La propagación de «Bella ciao», durante la Resistencia está documentada y parece circunscribirse sobre todo en la región de Emilia Romana, entre los Apeninos boloñeses y las zonas de la República partisana de Montefiorino (sobre los Apeninos de Módena).
Se creía que la música, de autor desconocido, se relacionaba con la melodía de un canto del siglo XIX de las trabajadoras de los arrozales padanos, sin embargo algunas fuentes aclaran que esto se trata de una falsedad histórica como demuestra Cesare Bermani: la versión «Bella ciao» de las trabajadoras de los arrozales había sido compuesta en 1951 por Vasco Scansani di Gualtieri, mientras que la versión de la Resistencia tomaba en la parte textual la estructura del canto «Fior di tomba» y «Picchia picchia la porticella». Otra derivación ha sido propuesta tras el redescubrimiento de una melodía yiddish (de la canción «Koilen») registrada de un acordeonista klezmer de origen ucraniano, Mishka Tziganoff en 1919 en Nueva York, interpretación que todavía, según algunos observadores, parece no apoyarse en sólidos fundamentos.

Alla mattina appena alzata, o bella ciao, bella ciao
Bella ciao ciao ciao, alla mattina appena alzata,
devo andare a lavorar..!

A lavorare laggiù in risaia, o bella ciao, bella ciao
Bella ciao ciao ciao! A lavorare laggiù in risaia

Sotto il sol che picchia giù!
Por la mañana, apenas levantada, oh bella ciao, bella ciao
bella ciao ciao ciao, por la mañana apenas levantada,
debo ir a trabajar.

A trabajar, al arrozal, oh bella ciao, bella ciao
bella ciao ciao ciao. A trabajar, al arrozal,
bajo el punzante sol.
Probable texto original del canto de las trabajadoras de los arrozales en el que se basa Bella ciao

En este contexto se observa cómo la expresión «bella ciao» indica la juventud que se pierde y se malogra en el trabajo.

Stamattina mi sono alzata,
stamattina mi sono alzata,
sono alzata - iolì
sono alzata - iolà
sono alzata prima del sol...
Otro texto que probablemente ha influido en el origen del canto: «Fior di tomba»,

## Difusión
Aunque no todos los partisanos fueron comunistas, la popularidad de «Bella ciao» comenzó a mitad del siglo XX, aprovechando los numerosos Festivales mundiales de las juventudes comunistas que tuvieron lugar en varias ciudades como Berlín, Praga y Viena, donde la canción era cantada por los delegados italianos; traducida a los idiomas de los delegados de otros países. Esta canción alcanzó una gran difusión en los sesenta, sobre todo durante las manifestaciones obreras y estudiantiles de 1968. Las primeras grabaciones de esta versión partisana se deben a la cantante italiana de origen emiliano Giovanna Daffini, al cantautor francés de origen toscano Yves Montand y al grupo Il Nuovo Canzoniere Italiano, que ya había contribuido a popularizarla al presentarla al Festival de los Dos Mundos de Spoleto. En 1969, el cantautor alicantino Adolfo Celdrán la versionó en castellano incluyéndola en su primer sencillo, que fue marcado como «no radiable» por la censura. Los tres temas del sencillo fueron incluidos en la reedición de 2004 de su primer álbum Silencio.
A comienzos de los años 70, el conjunto chileno Quilapayún grabó también una versión del tema, que alcanzó gran popularidad entre sus seguidores y se sumó a las otras canciones de contenido revolucionario que marcaron el ambiente cultural del gobierno de Salvador Allende y la Unidad Popular, derrocado luego en 1973 por el dictador Augusto Pinochet mediante un golpe de Estado.
En la novela testimonial Los topos (1975) del venezolano Eduardo Liendo hay dos momentos donde los personajes la cantan, al inicio (capítulo I) cuando los guardias reciben a los prisioneros políticos con golpes al subir en la gabarra que los llevará a la isla de Tacarigua, los guardias los provocan: «¿no piensan cantar chao? Nosotros queremos oír chao» y «de repente, al final de la fila de prisioneros, se escucha una voz ronca que empieza a entonar una vieja canción revolucionaria italiana». Al final de la novela (capítulo XXI) cuando se describe el cortejo fúnebre de Chimiro se describe a «la multitud compacta. Muchos van asidos de los brazos. Cantan» la canción.
La serie española de 2017, La casa de papel, popularizó la canción en sectores ajenos a sus connotaciones ideológicas, ya que es utilizada en varios episodios. Una versión del tema, cantado por Najwa Nimri también es parte de la serie. La banda argentina La Fanfarria del Capitán era popular por su versión de Bella Ciao  y fue convocada por los productores de la serie para aparecer en un cameo, en la tercera temporada.
La canción ha sido readaptada en diversas oportunidades, como cántico de protesta. Un ejemplo se da en Argentina, donde se utilizó su letra y ritmo como protesta contra el presidente Mauricio Macri difundiéndose por las redes sociales, expresando el descontento de un sector de la población.
En 2019, los artistas granadinos, Ámparo Sánchez y Juan Pinilla, sacaron una interpretación flamenca de la canción como la banda sonora para el VI Congreso del Partido de la Izquierda Europea.
En 2020, el músico José Riaza lanzó una versión completa en español en su álbum Cleptomanías.
En marzo de 2020, debido a la pandemia de coronavirus un grupo de alemanes mostraron su apoyo a Italia cantando la canción.
El 7 de octubre de 2021,saldría a la venta el juego Far cry 6,el cual incluye dentro una versión de esta canción con temática del grupo revolucionario de Libertad.
En diciembre de 2021, la cantante estadounidense Becky G lanza una versión en reguetón, en homenaje a la culminación de La casa de papel.

## Versión partisana
| Letra en italiano | Traducción al español |
| --- | --- |
| Stamattina mi sono alzato, o bella ciao, bella ciao, bella ciao ciao ciao! Stamattina mi sono alzato e ho trovato l'invasor. O partigiano portami via, o bella ciao, bella ciao, bella ciao ciao ciao o partigiano portami via che mi sento di morir. E se io muoio da partigiano, o bella ciao, bella ciao, bella ciao ciao ciao, e se muoio da partigiano tu mi devi seppellir. E sepellire lassù in montagna, o bella ciao, bella ciao, bella ciao ciao ciao, seppellire lassù in montagna sotto l'ombra di un bel fior. Tutti le genti che passeranno, o bella ciao, bella ciao, bella ciao ciao ciao, e le genti che passeranno mi diranno «che bel fior». E Questo è il fiore del partigiano, o bella ciao, bella ciao, bella ciao ciao ciao, questo è il fiore del partigiano morto per la libertà. | Ésta mañana me he levantado, oh bella ciao, bella ciao, bella ciao, ciao, ciao! (Adiós bella) Ésta mañana me he levantado y he encontrado al invasor. ¡Oh, partisano!, llevame lejos, oh bella ciao, bella ciao, bella ciao, ciao, ciao ¡oh partisano!, llevame lejos. Sé que pronto moriré Y si yo muero cual partisano, oh bella ciao, bella ciao, bella ciao, ciao, ciao y si muero cual partisano vos me vas a sepultar. Y sepultame sobre montaña, oh bella ciao, bella ciao, bella ciao, ciao, ciao Sepultame sobre montaña, a la sombra de una flor. Toda la gente que luego pase, oh bella ciao, bella ciao, bella ciao, ciao, ciao Y la gente que luego pase me dirá «¡qué bella flor!». Ésta flor es la del partisano, oh bella ciao, bella ciao, bella ciao, ciao, ciao Ésta flor es del partisano muerto por la libertad. |